# 柴崎美穂
柴崎 美穂（しばさき みほ、1987年7月19日 - ）は、元石川テレビアナウンサー。シンガーソングライター、女優、フリーアナウンサー。

## 人物・来歴
- 東京都出身。吉祥女子中学校・高等学校卒業。上智大学外国語学部英語学科卒業後、2010年4月にフジテレビ系列の石川テレビ放送に入社。
- 入社前は、フジテレビアナウンストレーニング講座アナトレ[2]の受講生であった。学生時代に日本テレビ系列で放送されていた『恋のから騒ぎ』にも出演している。
- 『石川さん情報Live リフレッシュ』や『石川テレビスーパーニュース』をメインに実力派のアナウンサーとして知られる一方、歌が大好きで自主コンサートの活動もしていた。
- 2013年にはFNSアナウンス大賞でアナウンス賞の優秀賞を受賞。
- 2015年3月、かねてからの夢であった歌の道に進むため、石川テレビを退社。退社時には自らスポンサー企業を募り、石川県文教会館を貸し切って卒業チャリティーコンサートを主催した。芸能事務所『アミューズ』所属を経て、現在はフリーで活動している。
- 2023年7月インディーズ1作目となる「ANGLE」「風邪にキス」を配信リリース。

## 出演

### フリー転身後
- Quality of Life（BS-TBS - リポーター、2016年10月 - 2017年1月）
- おかしな刑事17（テレビ朝日 - 近藤ゆかり役、2018年1月14日）
- League of Legends（Web-CM - 司会者役[3]）
- パイロットジュエリー・オリジナルドラマ「2回目のプロポーズ」[4]（YouTube）
- 映画「線分上の動く点P」（ブリトニー役）
- 舞台「8月のモンスター」主演（オメガ東京）

### 石川テレビ時代
- 石川さん情報Live リフレッシュ（木・金曜MCおよび「なんでも知りたい!調べ隊!」担当。リポーター兼務）
- 石川テレビスーパーニュース（2013年4月1日 - 2015年3月27日、月 - 水曜担当（2013年度は月・火曜担当）・キャスター、ナレーション）
- SHOPてチョーダイ!
- FNS27時間テレビ「アナウンサーがんばった歌謡大賞」（フジテレビ、2012年8月）
- FNS27時間テレビ「ご当地SMAP選手権」（フジテレビ、2014年8月）

### 学生時代
- 恋のから騒ぎ（日本テレビ、15期生として出演）

## ディスコグラフィ
|     | 配信日        | タイトル | 規格                   |
| --- | ------------- | -------- | ---------------------- |
| 1st | 2023年7月19日 | ANGLE    | デジタル・ダウンロード |
| 1st | 2023年7月19日 | 風にキス | デジタル・ダウンロード |